# Îngerul (nuvelă)
„Îngerul” (în poloneză Jamioł) este o nuvelă scrisă de Henryk Sienkiewicz și publicată în 1882.